# Jean-Hilaire Aubame
Jean-Hilaire Aubame (ur. 1912, zm. 1988) – gaboński polityk, przywódca UDSG (fr. Union Démocratique et Sociale Gabonaise) – Gabońskiej Demokratycznej i Socjalnej Unii, minister spraw zagranicznych w latach 1961–1963, mianowany prezydentem i premierem w 1964 przez swoich zwolenników w trakcie nieudanego zamachu stanu (pierwszego w historii Gabonu) przeciwko Léonowi M’bie. Konflikt spowodowały naciski ze strony BDG (fr. Bloc Démocratique Gabonais) – Gabońskiego Bloku Demokratycznego, który zaproponował połączenie obu partii. Przetrzymywany podczas przewrotu M’ba powrócił na stanowisko przy wsparciu Francji, Aubame zaś został osądzony i uwięziony.